# سورتور (قمر)
سورتور (بالإنجليزية:Surtur) ويسمى أيضا زحل ثماني واربعين (التعيين المؤقت S/2006 S 7)، هو قمر لكوكب زحل. وكان هذا الاكتشاف أعلنه سكوت شيبارد وديفيد جويت وجان كلينا وبرايان مارسدن في 26 حزيران 2006 من الملاحظات التي اتخذت خلال الفترة من كانون الثاني ونيسان أبريل 2006.
يبلغ قطره حوالي 6 كم، ويدور حول زحل على مسافة متوسط 22,243.6 ميغامتر في 1238.575 يوم، على ميل من 166.9 ° لمسير الشمس (148.9 ° لزحل خط الاستواء)، في اتجاه رجعي والشذوذ المداري له 0.3680. 
سمي في نيسان / أبريل 2007 سورتور وهو زعيم لعمالقة النار في الميثولوجيا الإسكندنافية.